# Egon III de Fribourg
Egon III de Fribourg, né à une date inconnue et mort en 1385, est un comte de Fribourg-en-Brisgau.

## Biographie
Il succède à son frère Frédéric en 1356, en 1368 il vend tous ses droits sur la ville aux habitants qui se tournèrent vers Léopold III de Habsbourg pour trouver le financement. Depuis cette date la ville passe sous la suzeraineté de l'Autriche antérieure.

## Mariage et succession
Il épouse en 1360 Varenne, (? - 1374/76), dame Du Landeron, fille de Louis Ier de Neuchâtel et de Catherine de Neuchâtel-Bourgogne, de qui il a :
- Conrad IV de Fribourg qui lui succède,
- Anne, (1374 - 1427), elle épouse en 1384/87 Rodolphe III de Bade-Sausenberg (1343 - 8 février 1428), arrière-petit-fils de Henri II de Bade-Hachberg, ils ont entre autres : 
  - Othon évêque de Constance,
  - Rodolphe qui meurt sans enfants en 1419
  - et Guillaume de Hochberg (1406/07 - 1482) bailli du Sundgau, de l'Alsace et de la Forêt-Noire, ce dernier épouse en 1429 Elisabeth de Montfort-Bregenz fille de Guillaume de Montfort.

## Sources
- Nicolas Viton de Saint-Allais, L'Art de vérifier les dates des faits historiques, des chartes, des chroniques et autres anciens monuments, depuis la naissance de Notre-Seigneur, par le moyen d'une table chronologique, 1819 (lire en ligne), p. 67 à 68
- Julius Kindler von Knobloch, Oberbadisches Geschlechterbuch, Heidelberg, Carl Winter's Universitätsbuchhandlung, 1894 (lire en ligne), p. 388 et 399

- Médiéval Généalogie
- Geneall, Graf von Freiburg
- Fabpedigree, Freiburg
- Roglo, Grf von Freiburg